# Yves Laroche
Yves Laroche (Eigenschreibweise La Roche; * 6. Juli 1959 in Québec, Québec) ist ein ehemaliger kanadischer Freestyle-Skier. Er war auf die Disziplin Aerials (Springen) spezialisiert, in der er 1986 Vizeweltmeister wurde. Im Weltcup gewann er zweimal die Aerials-Disziplinenwertung und zehn Einzelwettkämpfe. Seine jüngeren Brüder Dominique, Alain und Philippe waren ebenfalls als Freestyle-Skier aktiv.

## Biografie

### Kindheit und Jugend
Yves kam als erstes von insgesamt sieben Kindern des Architekten Guy Laroche (* 1930) und seiner Frau Suzanne (geb. Grondin, 1931–2017) in Québec zur Welt. Er wuchs in einem Haus am Fuß des Mont St-Castin in unmittelbarer Nähe zum gleichnamigen Skigebiet in Lac-Beauport auf. Gemeinsam mit seinen drei jüngeren Brüdern Dominique, Alain und Philippe entwickelte er eine Begeisterung für das Freestyle-Skiing, insbesondere das Springen (Aerials), was die Geschwister später zur Speerspitze der sogenannten „Québec Air Force“ machen würde. Yves trainierte seine Sprungtechnik im hauseigenen Hallenbad und auf dem Trampolin unter anderem im Rathaus seiner Heimatstadt. Zu seinen Hobbys wurden Motocross und später das Gleitschirmfliegen. Seine einzige Schwester Lucie schlug eine Laufbahn als Skirennläuferin ein.

### Sportliche Laufbahn
Laroche gab sein Debüt im Freestyle-Skiing-Weltcup im Januar 1980 beim Springen in den Pocono Mountains. Nachdem seine Ergebnisse im ersten Weltcup-Winter unauffällig geblieben waren, verbesserte er sich danach deutlich. Nach fünf Platzierungen unter den besten zehn gelang ihm im März 1981 mit Rang drei am Mont Sainte-Anne sein erster Podestplatz. Außerdem gewann er den ersten von insgesamt drei Staatsmeistertiteln. In den beiden folgenden Jahren schaffte er es vier weitere Male aufs Podium, blieb aber jeweils ohne Sieg. Dies änderte sich im Januar 1984, als er in Stoneham unweit seiner Heimat gleich den ersten Saisonwettbewerb gewann und damit seinen ersten Weltcupsieg feiern konnte. Mit drei weiteren Siegen sicherte er sich erstmals den Gewinn der Aerials-Disziplinenwertung. Außerdem zeigte er als erster Springer einen dreifachen Salto mit dreifacher Drehung. Im kommenden Winter gelangen ihm zwei Saisonsiege, in der Wertung fiel er jedoch auf den dritten Platz zurück. 1985/86 fand er zurück an die Spitze und wurde dank vier Siegen erneut Aerials-Gesamtsieger. Bei den ersten Weltmeisterschaften in Tignes musste er sich nur seinem Teamkollegen Lloyd Langlois geschlagen geben und gewann die Silbermedaille in seiner Paradedisziplin. Nach dem Saisonabschluss beendete er seine aktive Karriere.

### Weitere Karriere
Bereits während seiner Laufbahn als Spitzensportler trat Laroche in verschiedenen Freestyle-Skishows, unter anderem für Volvo und Marlboro, auf. Nach dem Karriereende wurde er noch 1986 Aerials-Cheftrainer der kanadischen Freestyle-Nationalmannschaft, nachdem er in Lac-Beauport eine Wasserrampe für Trainingszwecke installiert hatte. Am 9. Dezember 1989 verunglückte Laroche bei einem Gleitschirmflug in den französischen Alpen. In der Nähe von Tignes stürzte er aus zwölf Metern Höhe gegen einen Lawinenschutzzaun und erlitt dabei schwere Kopfverletzungen. Er verbrachte zweieinhalb Monate im Koma, ehe er das Bewusstsein in einem Krankenhausbett in Québec wiedererlangte. Aufgrund einer halbseitigen Lähmung musste er sowohl das Gehen als auch das Sprechen in jahrelanger medizinischer Rehabilitation neu lernen.
Nachdem sich Laroche ins Leben zurückgekämpft hatte, war er ab 1992 erneut kanadischer Freestyle-Trainer und bereitete die Nationalmannschaft auf die Olympischen Spiele von Lillehammer vor, wo die Disziplin Aerials erstmals auf dem Programm stand. Sein jüngster Bruder Philippe gewann die Silbermedaille, sein ehemaliger Konkurrent Lloyd Langlois holte Bronze. Danach war er als Privattrainer tätig und übernahm 1996 die japanische Aerials-Nationalmannschaft, die er bis zu den Olympischen Spielen in Nagano betreute. 2004 gründete er in Lac-Beauport ein akrobatisches Trainingszentrum, ein Jahr später eine Stiftung für Jugendliche. Laroche ist Autor einer 2015 veröffentlichten Autobiografie und hält motivierende Vorträge, in die er seine Lebenserfahrungen vor und nach seinem schweren Unfall einfließen lässt.
Sein Sohn Éliott nahm sich im November 2010 das Leben.

## Erfolge

### Weltmeisterschaften
- Tignes 1986: 2. Aerials

### Weltcupwertungen
| Saison  | Gesamt | Gesamt | Aerials | Aerials |
| Saison  | Platz  | Punkte | Platz   | Punkte  |
| ------- | ------ | ------ | ------- | ------- |
| 1980    | 50.    | 33     | 22.     | 33      |
| 1981    | 27.    | 115    | 8.      | 115     |
| 1982    | 27.    | 129    | 7.      | 129     |
| 1983    | 27.    | 21     | 6.      | 84      |
| 1984    | 14.    | 25     | 1.      | 148     |
| 1984/85 | 15.    | 23     | 3.      | 136     |
| 1985/86 | 11.    | 25     | 1.      | 148     |

### Weltcupsiege
Laroche errang im Weltcup 22 Podestplätze, davon 10 Siege:
| Datum             | Ort               | Land       | Disziplin |
| ----------------- | ----------------- | ---------- | --------- |
| 15. Januar 1984   | Stoneham          | Kanada     | Aerials   |
| 21. Januar 1984   | Breckenridge      | USA        | Aerials   |
| 12. März 1984     | Campitello Matese | Italien    | Aerials   |
| 29. März 1984     | Tignes            | Frankreich | Aerials   |
| 13. Dezember 1984 | Tignes            | Frankreich | Aerials   |
| 20. Januar 1985   | Lake Placid       | USA        | Aerials   |
| 12. Januar 1986   | Mont Gabriel      | Kanada     | Aerials   |
| 15. Februar 1986  | Mariazell         | Österreich | Aerials   |
| 16. Februar 1986  | Mariazell         | Österreich | Aerials   |
| 9. März 1986      | Voss              | Norwegen   | Aerials   |

### Weitere Erfolge
- 3 kanadische Meistertitel (Aerials 1981–1983)

## Auszeichnungen
- 1992: Aufnahme in die Canadian Ski Hall of Fame
- 1997: Aufnahme in die Laurentian Ski Hall of Fame

## Bibliografie
- Sylvain-Claude Filion: Le dernier saut de l’ange. Les défis d’Yves Laroche. Libre Expression, Montréal 2000, ISBN 978-2-891118-80-4 (französisch).
- Yves Laroche: Solide comme La Roche. Les Éditions de l’Apothéose, Québec 2015, 148 S., ISBN 978-2-924261-76-7 (französisch).